# Szirti lúd
A szirti lúd (Chloephaga hybrida) a lúdalakúak (Anseriformes) rendjébe, ezen belül a récefélék (Anatidae) családjába, azon belül a tarkalúdformák (Tadorninae) alcsaládjába tartozó faj.

## Előfordulása
Dél-Amerikában, Argentínában, Chilében és a Falkland-szigetek területén honos.

## Megjelenése
A tojó feje és háta sötétbarna, mellrésze fehér mintás, hasi része fehér. A hím fehér színű.

## Életmódja
Növényi részekkel táplálkozik, javarészt füvet legel.

## Szaporodása
Talajra építi növényi anyagokból készült kezdetleges fészkét. Fészekalja 2-7 tojásból áll.